# Carl Friedrich Hindenburg

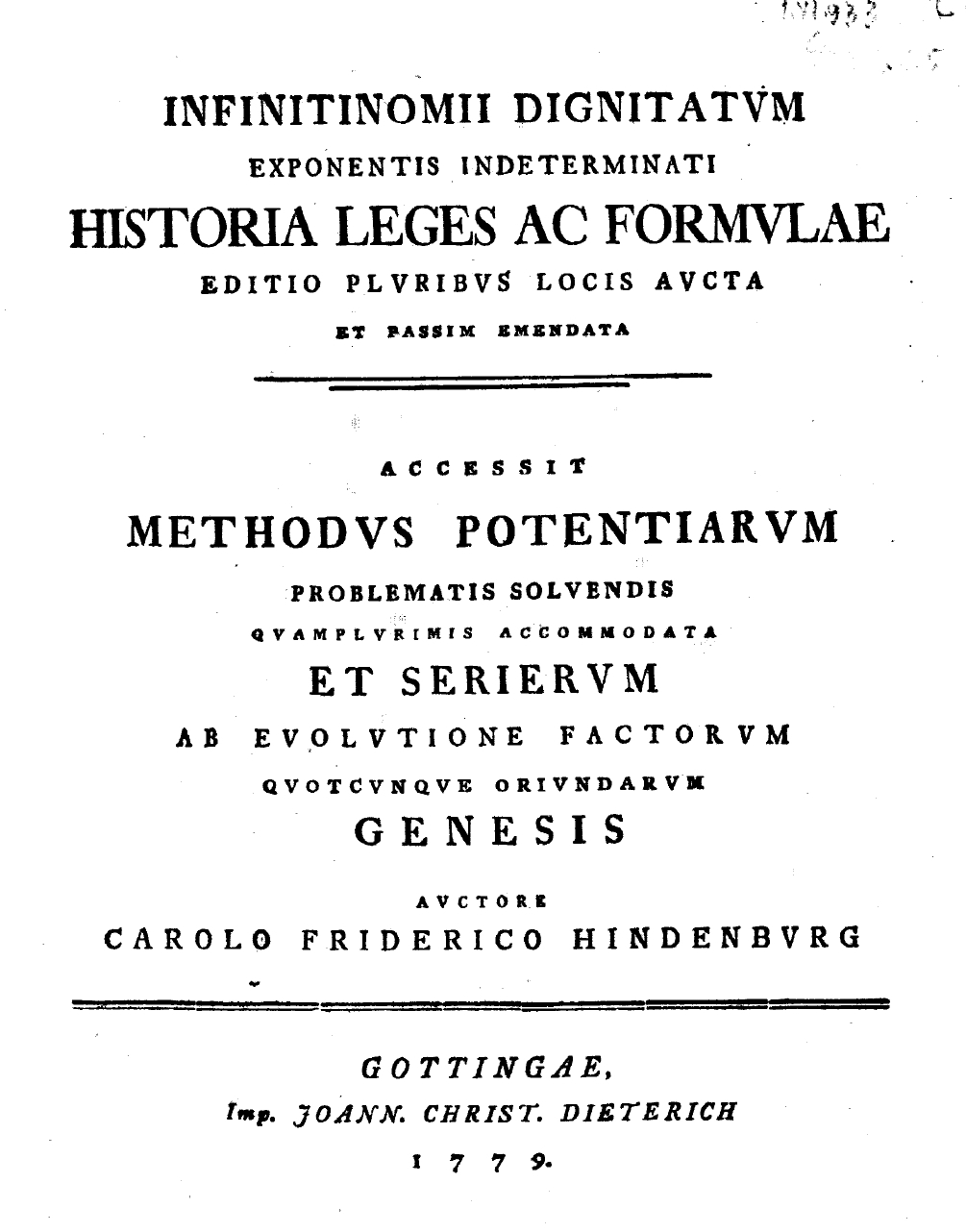
Infinitinomii dignitatum exponentis indeterminati historia leges ac formulae editio pluribus locis aucta et passim emendata, 1779

Carl Friedrich Hindenburg, född den 13 juli 1741 i Dresden, död den 17 mars 1808 i Leipzig, var en matematiker.
Hindenburg blev docent i Leipzig 1771 samt professor i filosofi och fysik där 1781. Han riktade sin vetenskapliga verksamhet företrädesvis på kombinationsteorin och lyckades genom sitt föredöme förmå ett icke obetydligt antal tyska matematiker att bearbeta denna gren av matematiken samt kan på grund därav anses som huvudman för den kombinatoriska skolan i Tyskland. 
Bland Hindenburgs många arbeten och uppsatser må nämnas Infinitinomii dignitatum exponentis indeterminati historia, leges ac formulæ (1779), Novi systematis permutationum, combinationum ac variationum primæ lineæ (1781) och Sammlungen combinatorisch analytischer abhandlungen (1796 och 1800). Tillsammans med J. Bernoulli utgav Hindenburg 1786-1788 "Leipziger magazin fur reine und angewandte mathematik" och 1794-1799 ensam "Archiv der reinen und angewandten mathematik".